# 플로레스자이언트쥐
플로레스자이언트쥐(Papagomys armandvillei)는 쥐과에 속하는 설치류의 일종이다. 플로레스자이언트쥐속의 현존하는 유일종이다. 인도네시아 플로레스섬에서 발견된다. 플로레스자이언트쥐는 루통 보호숲에서 발견된다. 일차림과 이차림, 교란된 숲의 넓은 분포 고도에서 발견된다. 머리부터 몸까지 몸길이는 41~45cm이고, 꼬리 길이는 33~70cm로 몸길이가 25cm이고 꼬리 길이가 15cm인 평균 시궁쥐 크기의 약 두 배 정도이다. 학명은 네덜란드 동인도 나중에 뉴기니에 주둔했던 네덜란드 예수회 선교사 르코크 다르만빌(Kornelis J. F. le Cocq d'Armandville)의 라틴어 이름에서 유래했다.
무세르(Guy Musser)는 플로레스자이언트쥐를 작고 둥근 귀, 땅딸막한 몸과 작은 꼬리 그리고 굴을 파서 숨는 땅 위 생활 습성에 적응한 모습으로 기술했다. 무성하고 진한 털을 가지고 있다. 플로레스자이언트쥐의 치아 분석에 의하면 나무의 잎과 새싹, 과일 그리고 곤충 등을 먹기 쉽도록 대형 고위치(hypsodont) 치아를 가지고 있는 것으로 추정된다. IUCN 적색 목록에서 "취약근접종"으로 분류하고 있다. 위협 요인에 포식자 개와 고양이의 위협이 포함되어 있다. 근연종 페르후번자이언트쥐(Papagomys theodorverhoeveni)은 3~4천 년전의 화석으로 남아 있다. 멸종된 것으로 추정되지만, 아직 섬에 존재할 수도 있다.